# الکسیس وایشیم
الکسیس وایشیم (انگلیسی: Alexis Weisheim؛ زادهٔ ۱۵ ژانویهٔ ۱۹۸۱) بازیکن فوتبال اهل آرژانتین است.
از باشگاه‌هایی که در آن بازی کرده‌است می‌توان به باشگاه فوتبال هاپوئل کفار سابا اشاره کرد.